# Obwód Kielce Armii Krajowej
Obwód Kielce – jednostka terytorialna Związku Walki Zbrojnej, a następnie Armii Krajowej. 
Obejmowała teren powiatu kieleckiego. Nosiła kryptonimy „Stal”, „Wykopy”, „Lipiec”, „Geranium” i „Florian”.
Wraz z Obwodem Busko AK i Obwodem Jędrzejów AK wchodził w skład Inspektoratu D Kielce Okręgu Radom-Kielce („Jodła”).

## Formowanie obwodu i zmiany organizacyjne
W grudniu 1939 w Bodzentynie powstały pierwsze zawiązki organizacji. Kierował nimi  Euzebiusz Domoradzki ps. „Grot”.
W 1940 praca konspiracyjna nabierała stopniowo rozmachu. ZWZ rozszerzał swe wpływy na cały powiat, wchłaniając drobne grupki, sformowane przez oficerów, podoficerów i przez osoby nie związane z wojskiem. W kwietniu 1940 rozpoczęto tworzenie Związku Odwetu, przeznaczonego do wykonywania bieżących zadań dywersyjnych. Najsilniejsze oddziały powstały w Kielcach i Suchedniowie. W maju 1940 liczyły one około 40 ludzi.

## Komendanci obwodu
Komendantami obwodu byli:
- por. NN ps. „Socha” kwiecień 1940
- kpt. Antoni Zieliński ps. „Łada”
- kpt. Władysław Ćmakowski ps. „Srogi” ?? – grudzień 1940
- ppłk Franciszek Faix ps. „Turnia” marzec – wrzesień 1941
- mjr Zygmunt Bolesław Żywocki ps. „Kłos”, „Anioł” wrzesień 1941 – marzec 1942
- mjr Józef Włodarczyk ps. „Wyrwa” maj 1942 – lipiec 1944
- mjr Stefan Boryczko ps. „Korwin”[4] sierpień 1944 – styczeń 1945

## Struktura
- Referat I (Organizacyjny)
  - por. Stanisław Rybiński ps. „Andrzej”, „Grom” grudzień 1939 – 14 maja 1944 (aresztowany)
  - por. Piotr Wcisło ps. „Szczery”
  - Jan Olczyk
- Referat II (Wywiad)
  - por. Mieczysław Drewicz ps. „Urban”, „Warren”
  - ppor. Wilhelm Sumara ps. „Bronisław” ?? – 11 listopada 1942
  - por. Roman Zarębski ps. „Zaw” ?? – wiosna 1944
  - Mieczysław Hołubiec ps. „Roman”
- Referat III (Operacyjno-Szkoleniowy)
  - por. Mieczysław Drewicz ps. „Urban”, „Warren”
- Referat IV (kwatermistrzostwo)
  - por. Kazimierz Końca ps. „Konrad” ?? – maj 1944 (aresztowany)
- Referat V (Łączność)
  - por./kpt. Józef Kundera ps. „Orlik” styczeń 1943 – ??
- Referat VI (BIP)
  - Edward Massalski
- Kedyw
  - ppor./por. Marian Sołtysiak ps. „Barabasz”
  - ppor./por. Wacław Różański ps. „Żubr”
- Referat Przerzutów Powietrznych
- NN ps. „Józef”
- Referat Sanitarny
  - ppłk lek. med. Józef Kalisz ps. „Kosma”
  - mjr lek. med. Józef Bularski
- Referat Saperów
  - kpt. Stanisław Ciepielewski ps. „Michał” ?? – czerwiec 1944
  - por. Franciszek Sarniński ps. „Szpadel”
- Referat Wojskowej Służby Kobiet (WSK)
  - Stefania Gierowska ps. „Pnienia”
- Referat Wojskowej Służby Ochrony Powstania (WSOP)
  - mjr NN ps. „Cis”